# Przestrzeń Apperta
Przestrzeń Apperta – kontrprzykład w topologii ogólnej, przykład przeliczalnej przestrzeni topologicznej, która:
- jest całkowicie normalna;
- nie jest przeliczalnie zwarta;
- nie spełnia pierwszego aksjomatu przeliczalności;
- nie jest lokalnie zwarta.

## Konstrukcja
Jeśli {\displaystyle E} jest podzbiorem zbioru {\displaystyle \mathbb {N} } liczb naturalnych (bez zera), to symbolem {\displaystyle N(E,n)} oznaczać będziemy liczbę elementów zbioru {\displaystyle E,} które są mniejsze badź równe {\displaystyle n.} Podzbiór {\displaystyle C\subseteq \mathbb {N} } nazwiemy otwartym, jeśli {\displaystyle 1\notin C} lub jeżeli {\displaystyle 1\in C,} to
{\displaystyle \lim _{n\to \infty }{\frac {N(C,n)}{n}}=1.}
Tak zdefiniowana rodzina otwartych podzbiorów zbioru liczb naturalnych wprowadza topologię w {\displaystyle \mathbb {N} .}